# Perfect Love
Perfect Love è un singolo del gruppo musicale britannico Simply Red, estratto dall'album Simplified nel 2005.

## Tracce
1. Perfect Love (Radio Mix) – 3:15
2. Perfect Love (Motivo High-Lectro Edit) – 3:26
3. Perfect Love (Motivo High-Lectro Mix) – 6:32
4. Perfect Love (Love To Infinity Sunset Mix) – 5:49
5. Perfect Love (Kurtis Mantronik Club Mix) – 6:18

## Classifiche
| Classifica (2005)                | Posizione massima |
| -------------------------------- | ----------------- |
| Austria                          | 23                |
| Belgio (Fiandre)                 | 59                |
| Belgio (Vallonia)                | 67                |
| Germania                         | 45                |
| Italia                           | 13                |
| Paesi Bassi                      | 69                |
| Regno Unito                      | 30                |
| Stati Uniti (adult contemporary) | 16                |
| Svizzera                         | 34                |